# Fouqueville
Fouqueville is een gemeente in het Franse departement Eure (regio Normandië) en telt 416 inwoners (2005). De plaats maakt deel uit van het arrondissement Bernay.

## Geografie
De oppervlakte van Fouqueville bedraagt 8,2 km², de bevolkingsdichtheid is 50,7 inwoners per km².
De onderstaande kaart toont de ligging van Fouqueville met de belangrijkste infrastructuur en aangrenzende gemeenten.

## Demografie
Onderstaande figuur toont het verloop van het inwonertal (bron: INSEE-tellingen).